# Kata (Indijanci)
Kata, ili Ree, vodeća, najveća i najznačajnija banda Kiowa Indijanaca koja je zauzimala prvo mjesto u kružnom logoru postavljenom za vrijeme Plesa sunca. Šatori Kata nalazili su se južno od ulaznih vrata logora, nakon čega su se nastavljali šatori Koguija. Kate su predstavljali aristokraciju plemena. 
Naziv Ree kojim su također nazivani, prema samim Kiowa Indijancima (odnosno Kiowa Young Men's Association), dolazi zbog prisnih trgovačkih odnosa koje su imali u rana vremena s Arikarama, a ne zbog krvnog miješanja s tim plemenom. 
Najpoznatiji poglavica Kata bio je čuveni Dohäsan.